# Aéroport d'Hérat
L'aéroport d'Hérat (code IATA : HEA, OACI : OAHR) est situé à 10 km au sud-est de la ville d'Hérat, à l'est de la route reliant Hérat à Farah, près de Guzara dans le district de Guzara. 
Il a été construit par les Américains à la fin des années 1950. Avant l'arrivée des forces alliées en 2001, l'aéroport était une base militaire pour des chasseurs et des appareils de transport (tels que les Antonov An-26, Antonov An-32 et Mikoyan-Gourevitch MiG-21).
Il est dorénavant utilisé par la Force internationale d'assistance et de sécurité (ISAF).

## Situation
| \| 150 km1:10 281 000 \| Bagram Kaboul Kandahar Hérat Jalalabad Kunduz Mazar-e-Charif Bâmiyân Lashkar · Gah Shindand Chaghcharan Darwaz Faïzâbâd Farah Khôst Khwahan Razer Maïmana Qala i Naw Sheberghan Sheghnan Taloqan Tarin Kôt Zarandj Ghāzīābād Panjab |
| 150 km1:10 281 000 |

## Compagnies aériennes et destinations
| Compagnies             | Destinations                                                |
| ---------------------- | ----------------------------------------------------------- |
| Ariana Afghan Airlines | Delhi-Indira Gandhi, Kaboul                                 |
| Kam Air                | Delhi-Indira Gandhi, Kaboul, Médine-Prince M. Bin Abdulaziz |

Édité le 26/05/2020